# Loch Osgaig
Loch Osgaig är en sjö i Storbritannien.   Den ligger i kommunen Highland och riksdelen Skottland, i den norra delen av landet, 800 km norr om huvudstaden London. Loch Osgaig ligger 22 meter över havet. Arean är 1,4 kvadratkilometer.  Den sträcker sig 1,9 kilometer i nord-sydlig riktning, och 1,8 kilometer i öst-västlig riktning.